# Kamitz (Arzberg)
Kamitz ist ein Ortsteil der Gemeinde Arzberg im Landkreis Nordsachsen in Sachsen.

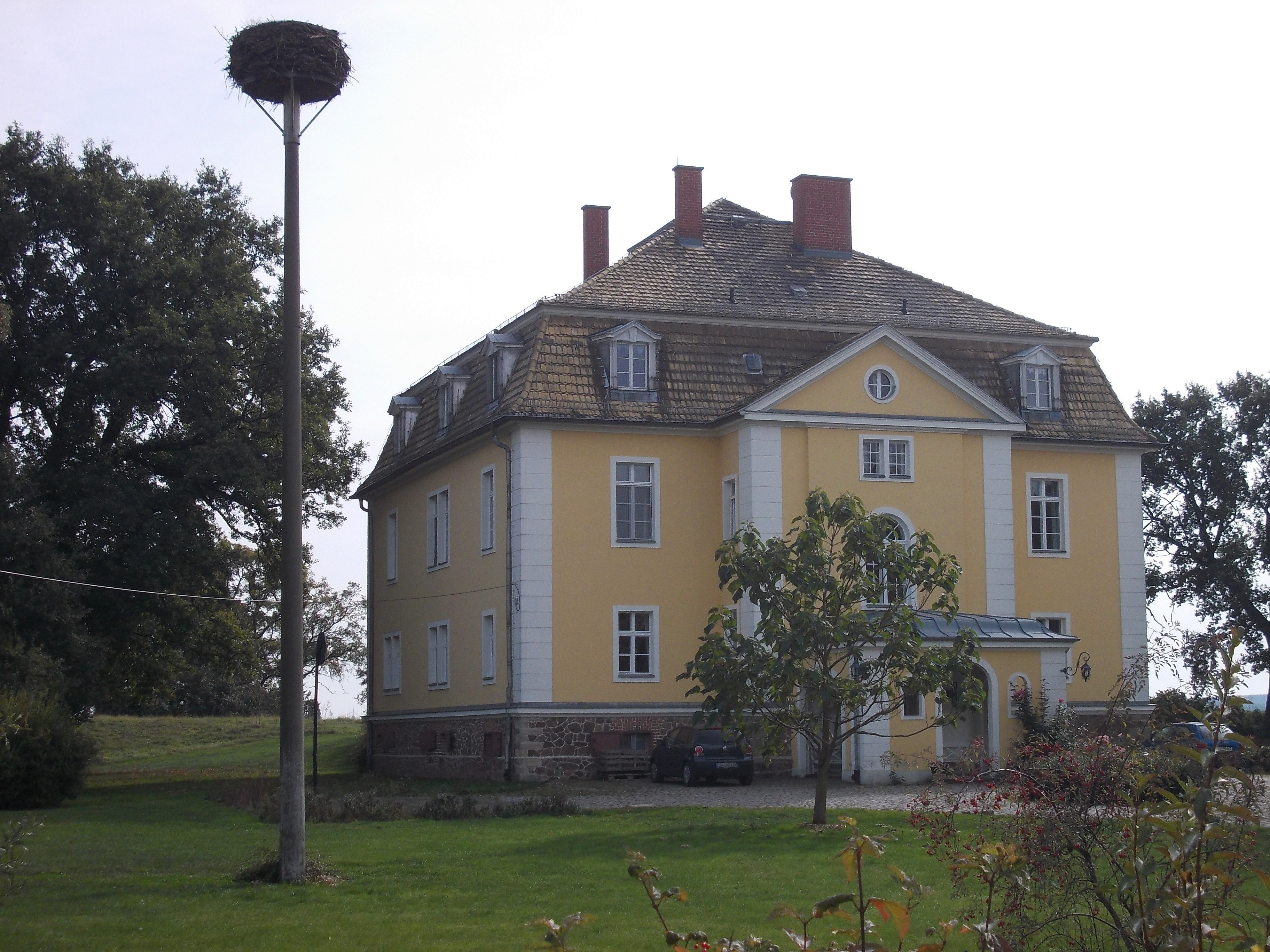
Herrenhaus Kamitz

## Lage
Der Ortsteil Kamitz ist über die Kreisstraße 8912 zu erreichen, die den Elbebogen bei Alte Elbe und Belgernscher Sand verkehrsmäßig erfasst.

## Geschichte
Die frühe Ortsgeschichte von Kamitz ist wenig erforscht. Immer wieder kommt es zu Verwechslungen mit dem im 15. Jahrhundert wüst gewordenen Dorf Canitz bei Großwig. Spätestens 1534 ist in Kamitz ein Vorwerk nachweisbar, aus dem in der 2. Hälfte des 16. Jahrhunderts ein Mannlehnrittergut hervorging, das sich im Besitz der Familie von Hirschbach befand. Im 17. Jahrhundert sind die von Drandorf Besitzer des Gutes, bis es 1725 an die von Stammer überging. Zum Rittergut gehörten 1880 298 Hektar Land.
Seit dem 16. Jahrhundert wechselte die Schreibweise des Ortsnamens zwischen Camitz und Kamitz, bis sich spätestens 1880 der amtliche Name Kamitz durchsetzte.
1551 lebten in Kamitz sieben Personen. 1818 wurden 98 Einwohner gezählt. Eingepfarrt war Kamitz von Beginn an nach Arzberg. Die amtliche Behörde saß in Torgau.